# Smuga (powiat gryfiński)
Smuga – (niem. Neidfeld), osada w Polsce położona w województwie zachodniopomorskim, w powiecie gryfińskim, w gminie Trzcińsko-Zdrój.
W latach 1975–1998 miejscowość administracyjnie należała do województwa szczecińskiego.